# Gandrališkės
Gandrališkės (von litauisch gandras ‚Storch‘) ist ein Stadtteil in Klaipėda, der drittgrößten Stadt Litauens. Das Mikrorajon befindet sich im Zentralteil der Hafenstadt, unweit von Antroji (Naujoji) perkėla, zwischen den Straßen Taikos prospektas und Minijos gatvė. Die Fläche beträgt etwa 9 Hektar. In Gandrališkės steht das Hochhaus „Pilsotas“, das mit 34 Etagen höchste Wohngebäude der baltischen Staaten. Architekt war Donatas Rakauskas.